# Marie-Louise Coleiro Preca
Marie-Louise Coleiro Preca, KUOM GCMG (n. 7 decembrie 1958, Ħal Qormi⁠(d), Southern Region (Nofsinhar)⁠(d), Malta) este o politiciană malteză care a fost cel de-al nouălea președinte al Maltei din 2014 până în 2019. În prezent, Coleiro Preca este președintele Eurochild.
Anterior, ca membră a Partidului Laburist, a fost deputat în Parlamentul Camerei Reprezentanților din Malta din 1998 până în 2014, și a ocupat funcția de ministru al familiei și solidarității sociale din martie 2013 până în martie 2014.

## Legături externe
- Official Website